# Ogenki Clinic
Ogenki Clinic (jap. お元気クリニック, Ogenki kurinikku) ist ein Manga des Hentai-Genres von Haruka Inui (乾 はるか). Die Comic-Reihe handelt von einer Sex-Klinik, in der sexuelle „Störungen“, die meistens nur seltsame Vorlieben darstellen, behandelt werden. Hauptfiguren sind hierbei Dr.  Sawaru Okeguri (御毛栗 触, Okeguri Sawaru) und seine Krankenschwester Ruko Tatasse (多々瀬 ルコ, Tatase Ruko).

## Hauptcharaktere
- Dr. Sawaru Okeguri, der Arzt der Klinik, besitzt einen 59 cm langen Penis, der dem Aussehen seines Kopfes entspricht und ein Eigenleben zu haben scheint, er kann lächeln, grimmig und lüstern dreinschauen. Meistens letzteres.
- Ruko Tatasse, die rothaarige und sehr hübsche Krankenschwester, mit einem Faible für BDSM-Spielzeug, behandelt selbst viele Patienten, peitscht den Doc aus, wenn dieser seinen Penis unerwünschterweise zückt.
- Tatasses Bruder, ein Futanari, der so von seiner Schwester fasziniert ist, dass er sich in vielen plastischen OPs in ihr Ebenbild verwandeln ließ.
- Tatasses Vater, Multimilliardär und Besitzer von Tatasse Zaibatsu, ist in zweiter Ehe mit einer Domina verheiratet, und ist ihr Sklave.
- Mausmann, ein reicher Junggeselle, der aufgrund seines fantastischen Aussehens zu schüchtern ist, eine Frau anzusprechen, und deshalb beim Sex ein Superheldenkostüm  trägt, das aussieht wie ein Batman-Kostüm mit Micky-Maus-Ohren.

## Veröffentlichung
Der Manga erschien in Japan von 1987 bis 1994 im Magazin Play Comic und wurde vom Verlag Akita Shoten auch in neun Sammelbänden herausgebracht. 1998 bis 2001 erschienen acht Bände bei Schreiber und Leser auch auf Deutsch, und von 2002 bis 2008 auf Englisch von Studio Ironcat. Eine französische Ausgabe erschien bei den Verlagen Albin Michel und Samourai, eine spanische bei Norma Editorial.

## Verfilmungen
Am 27. Februar 1988 erschien der 66-minütige Erotikfilm Ogenki Clinic: Tatte Moraimasu (お元気クリニック 立って貰います) unter der Regie von Mototsugu Watanabe.
Zwischen 1991 und 1992 produzierte AC Create eine dreiteilige Original Video Animation mit Takashi Watanabe als Regisseur. Diese erschien in den USA bei Anime 18 (Teil 1 und 2) und Kitty Media (Teil 3), in Frankreich und Italien.
Abschließend wurde zwischen Dezember 2008 und August 2009 zudem noch eine vierteilige Pornofilmreihe mit Takuto Watanabe als Regisseur produziert.